# 岸井あや子
岸井 あや子（きしい あやこ、1915年10月27日 - 没年不明）は、日本の女優。本名、岸井 綾子（読み同じ）。東京都出身。宝塚歌劇団23期生を経て、エヌ・エー・シーに所属していた。宝塚音楽学校卒。夫は俳優の岸井明。

## 出演作品

### テレビドラマ
- 事件記者 第60話「十代」（1959年）
- 水道完備ガス見込（1960年） - 早鳥ナニワ
- 判決 第125話「明日への群像」（1965年）
- 鬼平犯科帳 （NET / 東宝）
  - 第36話「白痴」（1969年）
  - 第37話「おみね徳次郎」（1970年）‐ おこん
  - 第61話「あほうがらす」（1970年）- お里
- 特別機動捜査隊 - 主婦
  - 第417話「美しい町の天使たち」（1969年）
  - 第451話「雨の中の慕情」（1970年）
- ウルトラシリーズ
  - 帰ってきたウルトラマン 第21話「怪獣チャンネル」（1971年） - 中村努の母親
  - ウルトラマンA 第22話「復讐鬼ヤプール」（1972年） - 幼稚園の先生
- ミラーマン 第17話「罠におちたミラーマン」（1972年） - 主婦
- 愛の劇場
  - 愛染椿（1972年）
  - 君恋し（1976年）
  - 別れて生きる時も（1978年）
- マドモアゼル通り 第23話「新しいライバル」（1973年）
- 太陽にほえろ!
  - 第44話「闇に向って撃て」（1973年） - 花巻歯科医院長
  - 第51話「危険を盗んだ女」（1973年） - 中華料理屋女将
  - 第204話「厭な奴」（1976年） - 津川家の隣人
  - 第273話「逆恨み」（1977年） - 雀荘オーナー
  - 第359話「ジョギングコース」（1979年） - 八百屋店主
  - 第379話「旅の夢」（1979年） - 山口久美子の知人
  - 第668話「絆」（1985年） - 酒屋店主
  - 第718話「そして又、ボスと共に」（1986年） - すみれコーポ住人
- それぞれの秋 第1話（1973年）
- 白い影（1973年）
- 流星人間ゾーン 第26話「粉砕! ガロガガンマーX作戦」（1973年） - アパートの住人
- 放浪記（1974年）
- われら青春! 第5話「減点なんかクソくらえ!!」（1974年）
- 傷だらけの天使 第2話「悪女にトラック一杯の幸せを」（1974年）
- 日本沈没 第16話「鹿児島湾SOS!」（1975年） - 主婦 ※ノンクレジット
- 新宿警察 第6話「純情無頼」（1975年）
- がんばれ!!ロボコン 第26話「ウンジャラ! 新入りロボット全員集合」（1975年） - 幼稚園の先生
- 夜明けの刑事 第67話「君は妻娘を殺されたらどうする!!」（1976年）
- 前略おふくろ様 第2シリーズ 第17話（1977年） - 牛丼屋の女
- 5年3組魔法組 第28話「貸本屋最後の日」（1977年） - 貸本屋の小母さん
- 特捜最前線
  - 第22話「標的 ある女の情炎」（1977年）
  - 第113話「若者狩り・恐怖のラブレター!」（1979年）
  - 第187話「終列車を見送る女!」（1980年）
  - 第339話「愛を裏切った女!」（1983年）
  - 第458話「終着駅の女III 東京駅・青山圭子の逃亡!」（1986年）
  - 第488話「強殺犯逃亡・あぶない道連れ!」（1986年）
- 消えた巨人軍（1978年） - 夫婦
- 江戸の渦潮 第13話「復讐に燃えた女」（1978年）
- 七人の刑事 第4シーズン（1979年）
  - 第34話「北川刑事の辞職」
  - 第40話「かあさんの冬」
- 江戸の牙 第18話「渡る世間の鬼を斬る」（1980年）
- 電子戦隊デンジマン 第45話「二人いたデンジ姫」（1980年） - 園長
- ザ・ハングマン 第21話「替え玉合格の悪ガキは十三階段へ」（1981年）
- 俺はご先祖さま 第9話「ギョ!! 俺の死亡記事」（1982年）
- ザ・サスペンス / 松本清張の馬を売る女（1982年）
- 熱帯夜 第2話「海辺の蛍たち」（1983年）
- 夢追い旅行（1984年）
- 新大江戸捜査網 第13話「花と嵐と鉄拳一家」（1984年） - おまつ
- 暴れ九庵 第6話「輝け! 青い芽よ」（1984年）
- 火曜サスペンス劇場
  - ロープ殺人事件（1985年）
  - 女検事 霞夕子 第2作（1986年）
- 私鉄沿線97分署 第22話「愛のサ・ク・ラ・チ・ル!」（1985年）
- ザ・ドラマチックナイト / 目には目を（1988年）
- 火曜スーパーワイド / （秘）桜荘のあぶない女たち（1988年）
- ドラマ23 / 下町の空は茜色（1988年）

### 映画
- 真珠夫人 処女の巻（1950年）
- 真珠夫人 人妻の巻（1950年）

### CM
- ヤクルト